# Problema de Basilea
En teoria de nombres, el problema de Basilea és un problema plantejat per primera vegada per Pietro Mengoli el 1644, tot i que fou Jakob Bernoulli qui el donà a conèixer més àmpliament (i d'ell prové el seu nom, ja que Jakob Bernoulli residia a Basilea). Fou solucionat per Leonhard Euler el 1735, després de resistir els atacs de diversos matemàtics. Es pot enunciar de la següent forma:
Quin és el valor exacte de la suma dels inversos dels quadrats dels nombres naturals? És a dir, quin és valor exacte de la sèrie:
{\displaystyle \sum _{n=1}^{\infty }{\frac {1}{n^{2}}}={\frac {1}{1^{2}}}+{\frac {1}{2^{2}}}+{\frac {1}{3^{2}}}+{\frac {1}{4^{2}}}+\cdots }
La sèrie s'aproxima a un valor proper a 1,644934..., que es pot anar calculant fàcilment afegint termes de la sèrie, però el problema demana el valor exacte, és a dir en una forma tancada (com una fracció, per exemple). Euler demostrà que la suma exacta de la sèrie és π²/6 i ho anuncià el 1735. Tot i així encara trigà 10 anys a donar una demostració totalment rigorosa, ja que la primera realitzava algunes operacions que no estaven plenament justificades.
Cal dir que la generalització d'aquesta sèrie per a qualsevol exponent real o complex és precisament la funció zeta de Riemann, d'importància cabdal en teoria de nombres.

## La demostració original d'Euler
En primer lloc cal recordar l'expansió en sèrie de Taylor del sinus:
{\displaystyle \sin(x)=x-{\frac {x^{3}}{3!}}+{\frac {x^{5}}{5!}}-{\frac {x^{7}}{7!}}+\cdots }
Dividint per x obtenim
{\displaystyle {\frac {\sin(x)}{x}}=1-{\frac {x^{2}}{3!}}+{\frac {x^{4}}{5!}}-{\frac {x^{6}}{7!}}+\cdots }
Ara cal recordar que les arrels de sin(x)/x són x = ±nπ, amb n = 1, 2, 3, ... En aquest punt Euler feu un pas agosarat i suposà que podem expressar aquesta sèrie infinita com a producte infinit dels seus factors, de la mateixa que es pot fer per a polinomis finits (evidentment aquest és un dels passos poc rigorosos de la demostració original):
{\displaystyle {\frac {\sin(x)}{x}}=\left(1-{\frac {x}{\pi }}\right)\left(1+{\frac {x}{\pi }}\right)\left(1-{\frac {x}{2\pi }}\right)\left(1+{\frac {x}{2\pi }}\right)\left(1-{\frac {x}{3\pi }}\right)\left(1+{\frac {x}{3\pi }}\right)\cdots =\left(1-{\frac {x^{2}}{\pi ^{2}}}\right)\left(1-{\frac {x^{2}}{4\pi ^{2}}}\right)\left(1-{\frac {x^{2}}{9\pi ^{2}}}\right)\cdots }
Obtenint el factor comú de tots els termes en x²
{\displaystyle -\left({\frac {1}{\pi ^{2}}}+{\frac {1}{4\pi ^{2}}}+{\frac {1}{9\pi ^{2}}}+\cdots \right)x^{2}}
veiem que el seu coeficient és precisament
{\displaystyle -\left({\frac {1}{\pi ^{2}}}+{\frac {1}{4\pi ^{2}}}+{\frac {1}{9\pi ^{2}}}+\cdots \right)=-{\frac {1}{\pi ^{2}}}\sum _{n=1}^{\infty }{\frac {1}{n^{2}}}}
Ara bé, en l'expansió original de sèrie de Taylor, el coeficient de x² és −1/(3!) = −1/6. Aquests dos coeficients òbviament han de ser iguals i, per tant,
{\displaystyle -{\frac {1}{6}}=-{\frac {1}{\pi ^{2}}}\sum _{n=1}^{\infty }{\frac {1}{n^{2}}}}
i finalment, 
{\displaystyle {\frac {\pi ^{2}}{6}}=\sum _{n=1}^{\infty }{\frac {1}{n^{2}}}}